# Richard Brabec
Richard Brabec (* 5. července 1966 Kladno) je český politik, od ledna 2014 do prosince 2021 ministr životního prostředí ČR v Sobotkově kabinetu, rovněž jako v první i druhé Babišově vládě, od května do prosince 2017 první místopředseda vlády Bohuslava Sobotky a poté do dubna 2019 místopředseda v obou Babišových kabinetech. Od října 2013 je poslancem Poslanecké sněmovny PČR. V letech 2000–2004 byl zastupitelem Středočeského kraje a působil také jako zastupitel města Kladna. Od roku 2024 je zastupitelem a hejtmanem Ústeckého kraje. Je členem hnutí ANO, od února 2017 též jeho místopředsedou. Byl nejdéle sloužícím ministrem životního prostředí ČR (a také nejdéle sloužícím polistopadovým ministrem vůbec).

## Životopis
Po absolvování Gymnázia Jana Amose Komenského v Novém Strašecí studoval na Přírodovědecké fakultě Univerzity Karlovy v Praze (získal titul Mgr.).
Působil jako člen představenstva v několika firmách – např. PRaK, a.s. (1994–1996), KR leasing, a.s. (1997–1999) či TOROL a.s. (1998). Pracoval také jako generální sekretář Českomoravské komoditní burzy Kladno, vedoucí odboru financování společnosti Unipetrol, a.s., finanční ředitel společnosti Spolana Neratovice a.s. a v letech 2005–2011 generální ředitel Lovochemie, a.s. Angažuje se rovněž jako člen představenstva ve Svazu chemického průmyslu ČR.

## Politické působení
Ještě jako student se podílel na sametové revoluci a byl jedním ze zakládajících členů Občanského fóra v Kladně. Za OF pak byl v komunálních volbách v roce 1990 zvolen do Zastupitelstva města Kladna. Po rozpadu OF vstoupil v roce 1991 do ODS. Jako její člen obhájil post zastupitele města v komunálních volbách v roce 1994. V roce 1997 na protest proti tehdejším událostem v ODS ze strany vystoupil. V komunálních volbách v roce 1998 kandidoval jako nestraník za Unii svobody na kandidátce subjektu „Koalice ODA, US“, ale neuspěl. Stejně tak se nedostal do zastupitelstva v komunálních volbách v roce 2002 už jako člen US-DEU na její samostatné kandidátce.
Do vyšší politiky vstoupil, když byl v krajských volbách v roce 2000 zvolen jako člen Unie svobody na kandidátce Čtyřkoalice zastupitelem Středočeského kraje. V krajských volbách v roce 2004 opět kandidoval, tentokrát jako člen US-DEU na kandidátce „Koalice pro Středočeský kraj“, ale mandát se mu obhájit nepodařilo.
Od roku 2012 byl nejprve manažerem, později i členem hnutí ANO. V srpnu 2012 byl zvolen členem předsednictva ANO, tuto funkci zastával do března 2013. Byl rovněž zvolen předsedou Krajské organizace ANO v Ústeckém kraji. Na III. sněmu ANO byl na konci února 2015 zvolen členem předsednictva hnutí (získal 161 hlasů ze 186 možných, tj. 87 %). Na dalším sněmu v únoru 2017 byl zvolen místopředsedou ANO, získal 171 hlasů.
Ve volbách do Poslanecké sněmovny PČR v roce 2013 kandidoval za ANO jako lídr v Ústeckém kraji a byl zvolen. V lednu 2014 se stal kandidátem ANO na post ministra životního prostředí ve vládě Bohuslava Sobotky. Dne 29. ledna 2014 byl do této funkce jmenován. Po odvolání Andreje Babiše se dne 24. května 2017 stal i 1. místopředsedou vlády.
V komunálních volbách v roce 2014 se pokoušel dostat za ANO do Zastupitelstva města Litoměřice, ale neuspěl.
Ve volbách do Poslanecké sněmovny PČR v roce 2017 byl lídrem ANO v Ústeckém kraji. Získal 8 065 preferenčních hlasů, a obhájil tak mandát poslance. Na přelomu listopadu a prosince 2017 se stal kandidátem na posty místopředsedy první vlády Andreje Babiše a ministra životního prostředí ČR. Dne 13. prosince 2017 jej prezident Miloš Zeman do těchto funkcí jmenoval.
Na konci června 2018 jej prezident Miloš Zeman opět jmenoval ministrem životního prostředí ČR ve druhé vládě Andreje Babiše. Zároveň se stal místopředsedou této vlády. Na V. sněmu ANO v únoru 2019 obhájil post místopředsedy hnutí (hlas mu dalo 213 ze 237 delegátů). Na konci dubna 2019 odešel z pozice místopředsedy druhé vlády Andreje Babiše, nahradili jej Alena Schillerová a Karel Havlíček. Podle premiéra Andreje Babiše se jednalo o reakci na změny ve struktuře hospodářství.
Ve volbách do Poslanecké sněmovny PČR v roce 2021 byl lídrem ANO v Jihočeském kraji. Získal 3 672 preferenčních hlasů, a stal se tak znovu poslancem. Pozici místopředsedy hnutí pak obhájil na sněmech hnutí v únoru 2022 i v únoru 2024.
V krajských volbách v roce 2024 byl zvolen zastupitelem Ústeckého kraje. Dne 15. listopadu 2024 byl zvolen hejtmanem Ústeckého kraje.
Ve volbách do Poslanecké sněmovny PČR v roce 2025 měl původně být lídrem hnutí ANO v Ústeckém kraji, nicméně nominaci krajské organizace nepřijal s tím, že nebude kumulovat funkce, a kandiduje proto z posledního 26. místa kandidátní listiny. Místo toho se lidryní kandidátní listiny hnutí v kraji stala starostka Bíliny Zuzana Schwarz Bařtipánová.

## Kritika

### Čistky na České inspekci životního prostředí
Brabec je kritizován ekologickými organizacemi pro čistky na České inspekci životního prostředí. Po jmenování Erika Geusse do čela této organizace došlo k odvolání čtyř jejich ředitelů z deseti. Jednou z nich byla i Jana Moravcová, vedoucí ústecké pobočky, které se nakonec zastal soud. Díky svému předchozímu působení na ministerstvu průmyslu a obchodu čelil Geuss opakované kritice, že nad ochranu přírody bude řadit zájmy podniků. Výtky směřovaly také k tomu, že inspekce podléhá resortu v držení hnutí ANO, jehož šéf Andrej Babiš, respektive jeho holding Agrofert je klíčovým hráčem v zemědělství a chemickém průmyslu. Brabec i Geuss takové nařčení odmítli. Jelikož se úřady chovají benevolentně k podnikům spadajícím pod koncern Agrofert, lze tvrdit, že uvedená kritika je oprávněná.

### Otrava ryb v Bečvě
V prosinci 2020 Starostové a nezávislí vyzvali Brabce k rezignaci v souvislosti s otravou řeky Bečvy. Podle místopředsedy STAN Petra Gazdíka Brabec v případu buď selhal, nebo kryl soukromou firmu. Nechoval se však jako ministr životního prostředí. Brabec neviděl důvod k rezignaci.
Předseda poslaneckého klubu KDU-ČSL Jan Bartošek uvedl, že Brabec je „v obrovském střetu zájmů vzhledem ke svému bývalému zaměstnavateli (firma Lovochemie z holdingu Agrofert), jehož firma je jedním z podezřelých“. Vyčetl mu také, že opakovaně lhal, když tvrdil, že mu policie zakázala se k případu vyjadřovat.

### Ropák roku
Za své působení na pozici Ministra životního prostředí mu byla udělena anticena Ropák roku 2021. Mezi důvody pro udělení ceny byla údajná rezignace na vyšší obranu svěřeného veřejného zájmu při jednání o novém stavebním zákonu a rozměklost rezortu při potvrzování povolených výjimek z limitů znečišťujících látek v ovzduší pro uhelné elektrárny Počerady v září 2021 a Chvaletice v listopadu 2021. Kritiku od porotců si vysloužil také za přehnanou opatrnost v prosazování rychlých a účinných opatření proti globálním změnám klimatu.

### Kumulace funkcí
Richard Brabec současně zastává více funkcí, což je příklad kumulace funkcí:
- je poslancem a předsedou zahraničního výboru Sněmovny,[39]
- je hejtmanem Ústeckého kraje.[40]

Richard Brabec je místopředsedou hnutí ANO (lídrem kandidátky hnutí ANO v jižních Čechách, v Českých Budějovicích má poslaneckou kancelář).

## Osobní život
Richard Brabec je ženatý a má dva syny (Richard a Samuel). Střídavě žije v Lovosicích a v Praze.